# Friedrich von Breidenbach zu Breidenstein
Friedrich Karl Christian Freiherr von Breidenbach zu Breidenstein  (* 18. Juni 1781 in Allendorf (Eder); † 19. Juni 1856 in Breidenstein) war ein deutscher Gutsbesitzer und Mitglied der 1. und 2. Kammer der Landstände des Großherzogtums Hessen.

## Leben
Friedrich von Breidenbach zu Breidenstein entstammt dem hessischen Uradelsgeschlecht Breidenbach zu Breidenstein und war ein Sohn des kurtrierischen Kammerherrn Caspar Friedrich Carl von Breidenbach zu Breidenstein (1753–1815) und dessen Ehefrau Friederica Freiin von Hatzfeld zu Allendorf.
1810 heiratete er Betty Caroline Freiin von Autenriet. Die Ehe blieb kinderlos.
Er war Erb- und Mit-Gerichtsherr des Breidenbacher Grundes und zu Bellinghausen, stand in Diensten des Fuldaer Fürstabts und war als Hofrat Mitglied des Hofgerichts Fulda. Später kam er an den Hof des Prinzen von Oranien. Vom 1. Juli 1820 an hatte er als gewählter Abgeordneter des grundherrlichen Adels ein Mandat für die zweite Kammer des Landtags des Großherzogtums Hessen und wurde deren 2. Präsident. Er blieb bis 1821 in dem Parlament und kehrte 1823 in die erste Kammer zurück. Dort übernahm er bis 1824 und von 1841 bis 1842 das Amt des 2. Präsidenten.
Mit seinem Tod am 19. Juni 1856 erlosch die jüngere Hauptlinie der Breidenbach im Mannesstamme. In seinem Testament vom 8. Juni 1854 hatte er Theodor von Breidenbach zu Breidenstein als seinen Erben eingesetzt.

## Ehrungen
- 1. Juli 1845 Wirklicher Geheimer Rat
- Exzellenz
- 9. Juni 1854 Großkreuz des Verdienstordens Philipps des Großmütigen